# .Mac
.Mac (pronunciado dotMac o puntoMac) fue una suite en Internet diseñada por Apple, complemento en línea para la serie de iLife, disponible únicamente para PC, pero en su totalidad para los computadores Macintosh. .Mac permitía compartir fotos, archivos, música y películas en internet, así como diseñar páginas.
.Mac como .Me, contaba con varios programas en la web, que posiblemente sufrieron modificaciones con .Me.
Originalmente presentado el 5 de enero de 2000 como iTools, Apple lo vuelve a lanzar el 17 de julio de 2002 como .Mac. A partir de 2008, es conocido como MobileMe.
En un principio, .Mac era gratuito para los usuarios Macintosh (llamado antes iTools), ahora, para obtener .Mac es necesario suscribirse y crear una cuenta pagada por internet. .Mac fue sustituido por MobileMe como fue anunciado por Steve Jobs en la WWDC 2008 el 9 de junio de 2008, cuando Apple adquirió el host de correos electrónicos .Me principalmente para así obtener mayor facilidad haciendo compatible el nuevo teléfono de Apple, el iPhone 3G con demás servicios en internet. Los usuarios con cuentas .Mac pasaran a serlo .Me.

## Programas y servicios

### Gallery
Web Gallery actúa como un alojamiento para compartir fotos, similar a los actuales Flickr, Facebook, hi5, Fotolog, etc.

### Website Hosting
Website Hosting es una ayuda para crear una página web. Complementando con iWeb (de iLife) posibilitaba administrar blogs. También ofrece poder agregar mapas a la página web, tales como los mapas de Google.com

### IMAP Mail
El .Mac Mail maneja el protocolo IMAP, por tanto la sincronización en computador (sea Mac o PC) de casa, la oficina o cualquier otro.

### Groups
Groups facilita a los usuarios Mac, crear una página web entre varias personas, haciéndola así compartida y además, compartir ciertos programas entre ellos (como el calendario iCal)

### Sync
Sync es un programa de sincronización de datos así como muchos otros existentes ahora. Permite y facilita sincronizar varios computadores Mac a la vez usando este mismo servicio .Mac

### iDisk
iDisk cumple la función de un disco virtual en internet con capacidad hasta de 10GB, en donde el usuario inscrito puede almacenar todo tipo de archivos, sea para uso personal o compartido. También le es posible ver sus archivos del iDisk en cualquier Mac

### Backup
Backup es el programa en línea de .Mac que permite realizar copias de seguridad de los archivos actuales de una Mac o PC a un disco virtual en internet, con ciertas opciones como preferencias hacia los archivos más importantes y cuales no, asegurando que los de preferencia máxima tienen las mínimas posibilidades de perderse o desorganizarse, sin significar que los demás archivos se borren del disco virtual.

## Integración con Mac OS X
.Mac está estrechamente integrado con el sistema operativo de Mac, ya que así se pueden ampliar las funciones de muchos programas, en especial dentro de la suite iLife, como ya ha sido mencionado. Entre las más notables están:
- Address Book 
- iCal
- Bookmarks de Safari
- Keychains, direcciones electrónicas, bandejas de entrada, etc. (Por Mac OS X 10.4)
- iWeb 
- iMovie 
- iPhoto 
- GarageBand
- LIbrerias de iTunes

## Seguridad
Las conexiones de .Mac son aseguradas utilizando el sistema de cifrado SSL. Si se utiliza un programa de correo, como Apple Mail, el .Mac Mail queda cifrado automáticamente. Además, los usuarios de iChat, utilizando una cuenta .Mac, pueden cifrar sus chats con otros usuarios de iChat y .Mac